# Alexander Wiktorowitsch Kutusow
Alexander Wiktorowitsch Kutusow (russisch Александр Викторович Кутузов; * 23. November 1985 in Kalinin, Russische SFSR) ist ein russischer Eishockeyspieler, der seit Mai 2019 bei HK Spartak Moskau in der Kontinentalen Hockey-Liga unter Vertrag steht.

## Karriere

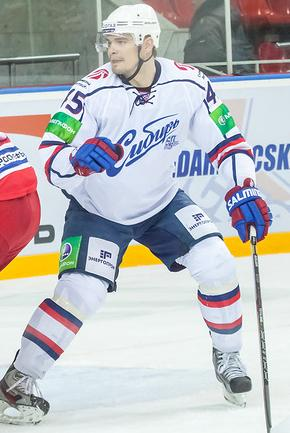
Alexander Kutusow (2012)

Alexander Kutusow begann seine Karriere als Eishockeyspieler in seiner Heimatstadt beim HK MWD Twer, für dessen Profimannschaft er in der Saison 2002/03 sein Debüt in der Wysschaja Liga, der zweiten russischen Spielklasse, gab. In der Saison 2004/05 stieg der Verteidiger als Zweitligameister mit seiner Mannschaft in die Superliga auf. Zur Saison 2007/08 wurde der HK MWD nach Balaschicha umgesiedelt und der Russe blieb auch nach der Umsiedlung ein Jahr lang im Verein. Die Saison 2008/09 begann er bei Neftechimik Nischnekamsk in der neu gegründeten Kontinentalen Hockey-Liga. Nach nur vier Spielen verließ er Neftechimik wieder und spielte anschließend für dessen Ligarivalen HK Sibir Nowosibirsk. Dabei verbesserte er sein Offensivspiel von Jahr zu Jahr und wurde so in der Saison 2013/14 zum Nationalspieler.
Bis zum Ende der Saison 2013/14 absolvierte Kutusow über 300 KHL-Partien für den HK Sibir. Anschließend wurde er im Mai 2014 von Salawat Julajew Ufa für zwei Jahre verpflichtet. Nach der Hälfte der Vertragslaufzeit tauschte ihn Salawat Julajew gegen die Transferrechte an Andreas Engqvist und Nikolai Prochorkin, die der HK ZSKA Moskau hielt, ein. Beim ZSKA spielte Kutusin bis zum Ende der Saison 2016/17 und absolvierte dabei 84 KHL-Partien, in denen er 18 Scorerpunkte sammelte.
Seit November 2017 spielt Kutusow bei Lokomotive Jaroslawl.

### International
Während der Saison 2013/14 debütierte Kutusow im Trikot der russischen Nationalmannschaft und wurde unter anderem im Rahmen der Euro Hockey Tour eingesetzt. Bei der Eishockey-Weltmeisterschaft der Herren 2014 gewann er mit dem Nationalteam die Goldmedaille und trug zu diesem Erfolg 3 Scorerpunkte in 10 WM-Partien bei. Für diesen Erfolg erhielt Kutusow den Orden der Ehre.

## Erfolge und Auszeichnungen
- 2005 Meister der Wysschaja Liga und Aufstieg in die Superliga mit dem HK MWD Twer
- 2014 Goldmedaille bei der Weltmeisterschaft
- 2014 Orden der Ehre

## Statistik
(Stand: Ende der Saison 2018/19)